# Chytranthus verecundus
Chytranthus verecundus là một loài thực vật có hoa trong họ Bồ hòn. Loài này được N.Hallé & Ake Assi mô tả khoa học đầu tiên năm 1962.